# آرثر ميلتون
آرثر ميلتون (بالإنجليزية: Arthur Milton)‏ (10 مارس 1928 في المملكة المتحدة - 25 أبريل 2007 ببرستل في المملكة المتحدة) هو لاعب كريكت ولاعب كرة قدم بريطاني في مركز الوسط. شارك مع منتخب إنجلترا لكرة القدم ومنتخب إنجلترا للكريكت. أما مع النوادي، فقد لعب مع نادي أرسنال ونادي بريستول سيتي.

## وصلات خارجية
- آرثر ميلتون على موقع إي آس بي آن كريك إنفو (الإنجليزية)
- آرثر ميلتون على موقع ناشيونال فوتبول تيمز (الإنجليزية)